# Cheikh Taba
Cheikh Taba (en arabe : شيخ طابا) est un village de l'Akkar, au Liban, à 111 km de Beyrouth et à 220 m d'altitude. L'archevêché grec-orthodoxe de l'Akkar y a son siège.